# Prix de l'Arc de Triomphe
Prix de l'Arc de Triomphe (česky Cena Vítězného oblouku) je rovinový dostih kategorie G1 který se koná na francouzském dostihovém závodišti Longchamp v Paříži.
Určen je pro tříleté a starší koně. Běhá se na vzdálenost 2400 m což je přibližně 1,5 míle. Celková dotace je 4 milióny eur a jedná se o nejbohatší evropský dostih. Koná se každoročně první říjnovou neděli. První ročník se uskutečnil v roce 1920. Dostih je pojmenován podle pařížského Vítězného oblouku.

## Žokejové s nejvyšším počtem vítězství
4x
- Jacques Doyasbère – Djebel (1942), Ardan (1944), Tantieme (1950, 1951)
- Freddy Head – Bon Mot (1966), San San (1972), Ivanjica (1976), Three Troikas (1979)
- Yves Saint-Martin – Sassafras (1970), Allez France (1974), Akiyda (1982), Sagace (1984)
- Pat Eddery – Detroit (1980), Rainbow Quest (1985), Dancing Brave (1986), Trempolino (1987)

## Seznam vítězů

### posledních 10 ročníků
| Rok  | Vítěz         | Věk | Žokej                | Trenér               | Majitel                       | Čas    |
| 2002 | Marienbard    | 5   | Frankie Dettori      | Saeed bin Suroor     | Godolphin                     | 2:26.7 |
| 2003 | Dalakhani     | 3   | Christophe Soumillon | Alain de Royer-Dupré | HH Aga Khan IV                | 2:32.3 |
| 2004 | Bago          | 3   | Thierry Gillet       | Jonathan Pease       | Niarchos Family               | 2:25.0 |
| 2005 | Hurricane Run | 3   | Kieren Fallon        | André Fabre          | Michael Tabor                 | 2:27.4 |
| 2006 | Rail Link     | 3   | Stéphane Pasquier    | André Fabre          | Khalid Abdullah               | 2:26.3 |
| 2007 | Dylan Thomas  | 4   | Kieren Fallon        | Aidan O'Brien        | Magnier / Tabor               | 2:28.5 |
| 2008 | Zarkava       | 3   | Christophe Soumillon | Alain de Royer-Dupré | HH Aga Khan IV                | 2:28.8 |
| 2009 | Sea the Stars | 3   | Michael Kinane       | John Oxx             | Christopher Tsui              | 2:26.3 |
| 2010 | Workforce     | 3   | Ryan L. Moore        | Michael Stoute       | Khalid Abdullah               | 2:35.3 |
| 2011 | Danedream     | 3   | Andrasch Starke      | Peter Schiergen      | Gest. B. Eberstein/T. Yoshida | 2:35.3 |

### starší
| Rok  | Vítěz                     | Věk | Žokej               | Trenér             | Majitel                  | Čas    |
| 1920 | Comrade                   | 3   | Frank Bullock       | Peter Gilpin       | Evremond de Saint-Alary  | 2:39.0 |
| 1921 | Ksar                      | 3   | George Stern        | Walter R. Walton   | Mrs Edmond Blanc         | 2:34.8 |
| 1922 | Ksar                      | 4   | Frank Bullock       | Walter R. Walton   | Mrs Edmond Blanc         | 2:38.8 |
| 1923 | Parth                     | 3   | Frank O'Neill       | James H. Crawford  | A. Kingsley Macomber     | 2:38.2 |
| 1924 | Massine                   | 4   | Albert Sharpe       | Elijah Cunnington  | Henry Ternynck           | 2:40.8 |
| 1925 | Priori                    | 3   | Marcel Allemand     | Percy Carter       | Gérard de Chavagnac      | 2:33.8 |
| 1926 | Biribi                    | 3   | Domingo Torterolo   | Juan Torterolo     | Simon Guthmann           | 2:32.8 |
| 1927 | Mon Talisman              | 3   | Charles Semblat     | Frank Carter       | Edouard Martinez de Hoz  | 2:32.8 |
| 1928 | Kantar                    | 3   | Arthur Esling       | Richard Carver     | Ogden L. Mills           | 2:38.8 |
| 1929 | Ortello                   | 3   | Paolo Caprioli      | Willy Carter       | Giuseppe del Montel      | 2:42.8 |
| 1930 | Motrico                   | 5   | Marcel Fruhinsholtz | Maurice d'Okhuysen | Max de Rivaud            | 2:44.8 |
| 1931 | Pearl Cap                 | 3   | Charles Semblat     | Frank Carter       | Diana Esmond             | 2:38.8 |
| 1932 | Motrico                   | 7   | Charles Semblat     | Maurice d'Okhuysen | Max de Rivaud            | 2:44.6 |
| 1933 | Crapom                    | 3   | Paolo Caprioli      | Frederico Regoli   | Mario Crespi             | 2:41.6 |
| 1934 | Brantome                  | 3   | Charles Bouillon    | Lucien Robert      | Edouard A. de Rothschild | 2:41.8 |
| 1935 | Samos                     | 3   | Walter Sibbritt     | Frank Carter       | Evremond de Saint-Alary  | 2:42.6 |
| 1936 | Corrida                   | 4   | Charlie Elliott     | John E. Watts      | Marcel Boussac           | 2:38.6 |
| 1937 | Corrida                   | 5   | Charlie Elliott     | John E. Watts      | Marcel Boussac           | 2:33.9 |
| 1938 | Eclair au Chocolat        | 3   | Charles Bouillon    | Lucien Robert      | Edouard A. de Rothschild | 2:39.8 |
| 1939 | dostih se nekonal 1939–40 |     |                     |                    |                          |        |
| 1941 | Le Pacha                  | 3   | Paul Francolon      | John Cunnington    | Philippe Gund            | 2:36.2 |
| 1942 | Djebel                    | 5   | Jacques Doyasbère   | Charles Semblat    | Marcel Boussac           | 2:37.9 |
| 1943 | Verso II                  | 3   | Guy Duforez         | Charles Clout      | Hubert de Chambure       | 2:33.4 |
| 1944 | Ardan                     | 3   | Jacques Doyasbère   | Charles Semblat    | Marcel Boussac           | 2:35.0 |
| 1945 | Nikellora                 | 3   | Rae Johnstone       | René Pelat         | Mrs Robert Patureau      | 2:34.8 |
| 1946 | Caracalla                 | 4   | Charlie Elliott     | Charles Semblat    | Marcel Boussac           | 2:33.3 |
| 1947 | Le Paillon                | 5   | Fernand Rochetti    | William Head       | Lucienne Aurousseau      | 2:33.4 |
| 1948 | Migoli                    | 4   | Charles Smirke      | Frank Butters      | HH Aga Khan III          | 2:31.6 |
| 1949 | Coronation                | 3   | Roger Poincelet     | Charles Semblat    | Marcel Boussac           | 2:33.2 |
| 1950 | Tantieme                  | 3   | Jacques Doyasbère   | François Mathet    | François Dupré           | 2:34.2 |
| 1951 | Tantieme                  | 4   | Jacques Doyasbère   | François Mathet    | François Dupré           | 2:32.8 |
| 1952 | Nuccio                    | 4   | Roger Poincelet     | Alec Head          | HH Aga Khan III          | 2:39.8 |
| 1953 | La Sorellina              | 3   | Maurice Larraun     | Etienne Pollet     | Paul Duboscq             | 2:31.8 |
| 1954 | Sica Boy                  | 3   | Rae Johnstone       | Pierre Pelat       | Mrs Jean Cochery         | 2:36.3 |
| 1955 | Ribot                     | 3   | Enrico Camici       | Ugo Penco          | Mario della Rocchetta    | 2:35.6 |
| 1956 | Ribot                     | 4   | Enrico Camici       | Ugo Penco          | Mario della Rocchetta    | 2:34.8 |
| 1957 | Oroso                     | 4   | Serge Boullenger    | Daniel Lescalle    | Raoul Meyer              | 2:33.4 |
| 1958 | Ballymoss                 | 4   | Scobie Breasley     | Vincent O'Brien    | John McShain             | 2:37.9 |
| 1959 | Saint Crespin             | 3   | George Moore        | Alec Head          | Prince Aly Khan          | 2:33.3 |
| 1960 | Puissant Chef             | 3   | Maxime Garcia       | C. W. Bartholomew  | Henry Aubert             | 2:44.0 |
| 1961 | Molvedo                   | 3   | Enrico Camici       | Armando Maggi      | Egidio Verga             | 2:38.4 |
| 1962 | Soltikoff                 | 3   | Marcel Depalmas     | René Pelat         | Simone Del Duca          | 2:30.9 |
| 1963 | Exbury                    | 4   | Jean Deforge        | Geoffroy Watson    | Guy de Rothschild        | 2:35.0 |
| 1964 | Prince Royal              | 3   | Roger Poincelet     | Georges Bridgland  | Rex C. Ellsworth         | 2:35.5 |
| 1965 | Sea Bird                  | 3   | Pat Glennon         | Etienne Pollet     | Jean Ternynck            | 2:35.5 |
| 1966 | Bon Mot                   | 3   | Freddy Head         | William Head       | Walter Burmann           | 2:39.8 |
| 1967 | Topyo                     | 3   | Bill Pyers          | C. W. Bartholomew  | Suzy Volterra            | 2:38.2 |
| 1968 | Vaguely Noble             | 3   | Bill Williamson     | Etienne Pollet     | Wilma Franklyn           | 2:35.2 |
| 1969 | Levmoss                   | 4   | Bill Williamson     | Seamus McGrath     | Seamus McGrath           | 2:29.0 |
| 1970 | Sassafras                 | 3   | Yves Saint-Martin   | François Mathet    | Arpad Plesch             | 2:29.7 |
| 1971 | Mill Reef                 | 3   | Geoff Lewis         | Ian Balding        | Paul Mellon              | 2:28.3 |
| 1972 | San San                   | 3   | Freddy Head         | Angel Penna, Sr.   | Countess Batthyany       | 2:28.3 |
| 1973 | Rheingold                 | 4   | Lester Piggott      | Barry Hills        | Henry Zeisel             | 2:35.8 |
| 1974 | Allez France              | 4   | Yves Saint-Martin   | Angel Penna, Sr.   | Daniel Wildenstein       | 2:36.9 |
| 1975 | Star Appeal               | 5   | Greville Starkey    | Theo Grieper       | Waldemar Zeitelhack      | 2:33.6 |
| 1976 | Ivanjica                  | 4   | Freddy Head         | Alec Head          | Jacques Wertheimer       | 2:39.4 |
| 1977 | Alleged                   | 3   | Lester Piggott      | Vincent O'Brien    | Robert Sangster          | 2:30.6 |
| 1978 | Alleged                   | 4   | Lester Piggott      | Vincent O'Brien    | Robert Sangster          | 2:36.5 |
| 1979 | Three Troikas             | 3   | Freddy Head         | Criquette Head     | Ghislaine Head           | 2:28.9 |
| 1980 | Detroit                   | 3   | Pat Eddery          | Olivier Douieb     | Robert Sangster          | 2:28.0 |
| 1981 | Gold River                | 4   | Gary W. Moore       | Alec Head          | Jacques Wertheimer       | 2:35.2 |
| 1982 | Akiyda                    | 3   | Yves Saint-Martin   | François Mathet    | HH Aga Khan IV           | 2:37.0 |
| 1983 | All Along                 | 4   | Walter Swinburn     | Patrick Biancone   | Daniel Wildenstein       | 2:28.1 |
| 1984 | Sagace                    | 4   | Yves Saint-Martin   | Patrick Biancone   | Daniel Wildenstein       | 2:39.1 |
| 1985 | Rainbow Quest             | 4   | Pat Eddery          | Jeremy Tree        | Khalid Abdullah          | 2:29.5 |
| 1986 | Dancing Brave             | 3   | Pat Eddery          | Guy Harwood        | Khalid Abdullah          | 2:27.7 |
| 1987 | Trempolino                | 3   | Pat Eddery          | André Fabre        | Moussac / McNall         | 2:26.3 |
| 1988 | Tony Bin                  | 5   | John Reid           | Luigi Camici       | Veronica del Bono Gaucci | 2:27.3 |
| 1989 | Carroll House             | 4   | Michael Kinane      | Michael Jarvis     | Antonio Balzarini        | 2:30.8 |
| 1990 | Saumarez                  | 3   | Gérald Mossé        | Nicolas Clément    | McNall / Gretzky         | 2:29.8 |
| 1991 | Suave Dancer              | 3   | Cash Asmussen       | John Hammond       | Henri Chalhoub           | 2:31.4 |
| 1992 | Subotica                  | 4   | Thierry Jarnet      | André Fabre        | Olivier Lecerf           | 2:39.0 |
| 1993 | Urban Sea                 | 4   | Eric Saint-Martin   | Jean Lesbordes     | David Tsui               | 2:37.9 |
| 1994 | Carnegie                  | 3   | Thierry Jarnet      | André Fabre        | Sheikh Mohammed          | 2:31.1 |
| 1995 | Lammtarra                 | 3   | Frankie Dettori     | Saeed bin Suroor   | Saeed bin M. Al Maktoum  | 2:31.8 |
| 1996 | Helissio                  | 3   | Olivier Peslier     | Elie Lellouche     | Enrique Sarasola         | 2:29.9 |
| 1997 | Peintre Celebre           | 3   | Olivier Peslier     | André Fabre        | Daniel Wildenstein       | 2:24.6 |
| 1998 | Sagamix                   | 3   | Olivier Peslier     | André Fabre        | Jean-Luc Lagardère       | 2:34.5 |
| 1999 | Montjeu                   | 3   | Michael Kinane      | John Hammond       | Michael Tabor            | 2:38.5 |
| 2000 | Sinndar                   | 3   | Johnny Murtagh      | John Oxx           | HH Aga Khan IV           | 2:25.8 |
| 2001 | Sakhee                    | 4   | Frankie Dettori     | Saeed bin Suroor   | Godolphin                | 2:36.1 |